# 子牙新河
子牙新河是位于河北省中东部、天津市南部的人工行洪河道，全长143.35公里，横贯海河流域中部，是海河流域内规模最大的人工开挖泄洪河道。在海河汛期时把海河支流子牙河、滏阳河的洪水完全经子牙新河直接流入渤海。其中，河北省境内长113.365km，天津市境内长29.98km。

## 概述
子牙新河起自滏阳新河与滹沱河汇流处的献县枢纽进洪闸，承接滹沱河、滏阳河、滏阳新河来水。横穿黑龙港河各支。流经献县、河间、大城。主槽在青县以井柱桩涵洞形式下穿南运河，设计流量2450立方米每秒；子牙新河滩地与南运河两堤平交，行洪时必须破堤。经静海县、黄骅市在北大港新、老马棚口之间的海口枢纽入海。天津南港位于子牙新河入海口北侧。天津市境内子牙新河尾闾（长29公里）的北堤（高程6.9m）比南堤（高程5.93m）高1米。在尾闾入海口建有主槽挡潮闸、行洪滩地泄洪闸与溢流堰1座总长2000m。
根据《子牙新河河道工程技施设计》，子牙新河为复式河床，左岸大堤为深槽，开发出的土方筑成了子牙新河左堤；右岸为宽达3km的滩地，与槽间筑有滩区小埝。非汛期来水走子牙河（位于子牙新河左堤的外侧）下泄，维持航运。5年一遇以下洪水走深槽入海（300立方米/秒）。5年一遇以上洪水（600立方米/秒）经子牙新河滩区，漫滩行洪。子牙新河设计流量相当于滹沱河与滏阳新河同时发生50年一遇洪水（即滹沱河发生1963年实际洪水，滏阳新河发生洪量2倍于1956实际的洪水）并经过水库、洼淀工程滞蓄后下泄入海，设计行洪能力6000立方米/秒，校核行洪能力9000立方米/秒（按照1963年实测洪水标准）。
北排河是子牙新河的配套工程，紧靠子牙新河右堤外，与新河相并而行。1966年开挖，挖出的土方筑成了子牙新河右堤。北排河起自泊头市冯庄闸，承接滏东排河。北排河下穿南运河，在歧口入海，全长161.5 km。设计流量500立方米每秒，5年一遇排涝标准。

## 历史
1963年冬季开始的一定要根治海河运动，1966年冬至1967年春开挖子牙新河。